# Herbert Neder
Herbert Neder (* 11. Dezember 1939 in Oberthulba; † 23. Juni 2015 ebenda) war ein deutscher Politiker (CSU). Zwischen 1982 und 1990 war er Mitglied des Bayerischen Landtags. Von 1990 bis 2002 war er Landrat des Landkreises Bad Kissingen.

## Beruflicher Werdegang
Nach dem Abschluss der Schule begann Herbert Neder eine landwirtschaftliche Lehre, die er mit der Gehilfenprüfung abschloss. Zwischen 1965 und 1978 arbeitete er als hauptamtlicher Bundeswahlkreisgeschäftsführer.
Nebenher studierte Neder im Abendstudium an der Domschule Würzburg neun Trimester Theologie und Religionspädagogik. Das Studium beendete er mit der Verleihung der Missio canonica. Von 1976 bis 1978 war er an der Hauptschule Oberthulba nebenamtlich als Religionslehrer tätig.

## Politischer Werdegang
Seine politische Laufbahn begann 1964 mit dem Eintritt in die CSU. Bereits zwei Jahre später wurde er in den Gemeinderat des Marktes Oberthulba gewählt. 1972 wurde Neder ehrenamtlicher Bürgermeister von Oberthulba. Im gleichen Jahr wurde er in den Kreistag des Landkreises Bad Kissingen gewählt. Mit der Bildung der Einheitsgemeinde Oberthulba im Zuge der bayerischen Gemeindegebietsreform wurde Neder 1978 hauptamtlicher Bürgermeister des Marktes. Dieses Amt übte er bis 1982 aus. Ebenfalls 1978 wurde er zum stellvertretenden Landrat des Landkreises Bad Kissingen gewählt. In dieser Funktion stand Neder bis 1984.
Bei der Landtagswahl am 10. Oktober 1982 wurde Herbert Neder in den Bayerischen Landtag gewählt. Dem bayerischen Landesparlament gehörte er bis 1990 an.
Am 1. Mai 1990 wechselte er wieder nach Unterfranken und wurde zum Landrat des Landkreises Bad Kissingen gewählt. Dieses Amt hatte er bis zum 30. April 2002 inne.
Für seine Verdienste wurde Herbert Neder am 17. Juli 2003 durch den Bayerischen Ministerpräsidenten Edmund Stoiber mit dem Bayerischen Verdienstorden ausgezeichnet.
Neder war verheiratet und hatte vier Kinder und zwei Enkelkinder.